# لاسلو بلزنای
لاسلو بلزنای (به انگلیسی: László Beleznai) (زادهٔ ۱۶ نوامبر ۱۸۹۲) شناگر اهل مجارستان است.